# Distretto di Tulkibas
Il distretto di Tulkibas (in kazako: Түлкібас ауданы) è un distretto (audan) del Kazakistan con capoluogo Turar Rysqūlov.